# Stemma della Grecia
Lo stemma della Grecia (in greco Εθνόσημο της Ελλάδας, Ethnósimo tis Elládas) attuale consiste in uno scudo araldico blu con una croce bianca, circondata totalmente da due rami di lauro. L'emblema è dipinto o cucito, sui cappelli o le uniformi militari.

## Storia

### Prima Repubblica
Il primo a proporre un emblema nazionale per la Grecia, allora sotto il dominio ottomano, fu Rigas Feraios, scrittore e rivoluzionario greco; Feraios incluse una versione, disegnata a mano nella sua "Nuova Costituzione Politica" del 1797, scritta a mano, composta da una clava di Eracle, con le parole Libertà, Uguaglianza e Fraternità sovrapposte, e tre croci in cima. La clava rappresenta il potere della Grecia, ma il suo uso non era limitato ai greci etnici e poteva essere utilizzato anche da qualsiasi altro popolo balcanico che, secondo lui, avrebbe costituito la sua Repubblica Ellenica multietnica. Nella sua scelta di questo simbolo, tuttavia, fu direttamente influenzato dal radicalismo giacobino della Rivoluzione francese, che utilizzò la clava di Eracle come simbolo del potere democratico. I colori nazionali da lui proposti erano il rosso, il bianco e il nero, che simboleggiavano rispettivamente l'autodeterminazione, la purezza e il sacrificio. Il club, cucito su una coccarda bianca, sarebbe stato il segno identificativo con cui "liberi democratici e fratelli uguali" si sarebbero riconosciuti a vicenda. Questo disegno non fu mai adottato ufficialmente.
Il primo emblema nazionale greco ufficiale fu descritto nella Costituzione provvisoria adottata dalla Prima Assemblea Nazionale ad Epidauro il 1º gennaio 1822, creata in seguito all'inizio della Guerra d'indipendenza greca, e fu istituito con decreto il 15 marzo dello stesso anno. L'emblema nazionale era descritto come una semplice coccarda bianca e blu, colori scelti come nazionali rispetto a scelte più "rivoluzionarie" come il nero e il rosso, popolari in Grecia fin da quando Rigas li aveva proposti, in modo da dissociare il governo e la rivoluzione da qualsiasi legame percepito con movimenti radicali agli occhi delle corti reali conservatrici europee. Dalla sua istituzione, l'emblema subì molti cambiamenti nella forma e nel design, principalmente a causa dei cambi di regime. Oltre alla coccarda, l'Amministrazione provvisoria della Grecia utilizzava un sigillo raffigurante la dea Atena ed il suo simbolo, la Civetta di Atena, circondato dalle parole "Amministrazione provvisoria della Grecia". Durante il governatorato di Ioannis Kapodistrias (1827-1831), fu creato un nuovo sigillo basato sulla fenice, simbolo di rinascita. Le parole "Stato Ellenico", accompagnate dalla data "1821" (anno di inizio della Guerra d'Indipendenza greca) in numeri greci, lo circondavano. Questo sigillo diede il nome alla prima moneta greca, la Fenice, la quale fu utilizzata come simbolo anche dai successivi governi greci non monarchici, tra cui la Seconda Repubblica Ellenica e la Dittatura dei colonnelli.

### Regno di Grecia

#### Dinastia Wittelsbach

Coccarda istituita come emblema nel 1833.

Il 26 febbraio 1833, quando il consiglio di reggenza che governava la Grecia per conto del suo primo re, Ottone I, annunciò il disegno ufficiale per l'emblema nazionale del neo regno di Grecia, che adottava uno scudo blu al cui centro vi era una croce bianca. Il testo, approvato dal primo ministro Josef Ludwig von Armansperg, descriveva dettagliatamente l'intera realizzazione araldica e, in greco e tedesco, le sue parti costituenti. Lo stemma minore è descritto come uno "scudo azzurro equidistante, puntato verso il centro del suo lato inferiore, e contenente la croce greca, d'argento, recante al centro uno scudo con le losanghe della Casa Reale di Baviera". La tonalità di blu è specificata come azzurro (tedesco: hellblau), mentre lo scudo stesso era sostenuto da due leoni coronati rampanti e sormontati dalla corona reale. L'intera composizione era contenuta in un mantello e un padiglione, viola all'esterno e di ermellino all'interno, sormontati nuovamente dalla corona reale. Questo emblema fu scartato in seguito alla Rivoluzione del 23 ottobre 1862 e al successivo esilio di Ottone. Nonostante questo fatto, tuttavia, lo scudo blu con la croce bianca rimase la base su cui si basarono tutti gli stemmi greci successivi, compresi gli attuali stemmi della Terza Repubblica ellenica. La coccarda bianca e blu del periodo rivoluzionario fu reintrodotta nel marzo 1833, questa volta blu all'esterno e bianca all'interno, in modo che il centro blu fosse pari a due terzi del diametro della coccarda; questo disegno, descritto sia come "emblema nazionale" (ἐθνόσημον) che come "coccarda" (κοκάρδα) in greco e come "coccarda nazionale" (National-Kokarde) in tedesco, doveva essere indossato sui berretti del personale militare e civile in uniforme, nonché sui cappelli dei cittadini privati che desideravano mostrare il loro orgoglio nazionale.

Stemma grande del Regno di Ottone I
Stemma piccolo del Regno di Ottone I
Stemma della regina Amalia di Oldenburg

#### Dinastia Glücksburg

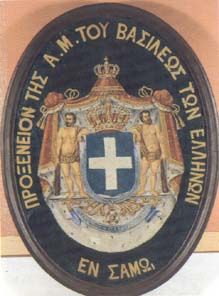
Stemma del Consolato Greco a Samos, ma anche del regno ellenico.

In seguito alla deposizione di Ottone nel 1862, il diciassettenne principe Guglielmo di Danimarca fu eletto nel 1863 quale sovrano di Grecia. Lo stemma fu opportunamente modificato con il decreto reale del 9 novembre 1863: il testo del decreto era pressoché identico a quello del 1833, con piccole aggiunte e rimozioni per accogliere la nuova casa reale greca, la casa di Glücksburg. Lo stemma rimase lo stesso, ma gli emblemi dinastici della famiglia Glücksburg, inclusi i tre leoni dello stemma di Danimarca, i due leoni dello Schleswig, la foglia d'ortica dell'Holstein, la testa di cavallo di Lauenburg, le due barre rosse della casa di Oldenburg e la croce gialla di Delmenhorst, furono aggiunti in uno scudetto al centro della croce quando lo stemma fu utilizzato per rappresentare i membri della famiglia reale greca. Lo scudo rimase sormontato dalla corona reale, ma i sostenitori furono cambiati in figure di Eracle, simili agli "uomini selvaggi" dello stemma della Danimarca. Ciò diede origine all'uso del termine "Ἡρακλεῖς τοῦ Στέμματος" ("Eraclese della Corona") come termine dispregiativo per i monarchici greci. Fu aggiunto anche l'Ordine del Salvatore, onorificenza ancora oggi più importante della Grecia, mentre il nuovo motto reale, "Ἰσχύς μου ἡ ἀγάπη τοῦ λαοῦ" ("L'amore del popolo è la mia forza"), fu introdotto anche in lettere d'oro su una fascia azzurra. Dopo il ritorno della monarchia nel 1935, abolita nel 1924, la versione originale in formato ridotto dello stemma danese, rappresentante la famiglia reale, fu soppiantata dallo stemma maggiore della Danimarca del 1819-1903, e di conseguenza anche nel 1863, quando il principe danese Guglielmo accettò il trono greco come re Giorgio I. Questo stemma maggiore includeva tutti gli elementi precedenti, oltre alle tre corone dell'ex Unione di Kalmar, lo stoccafisso d'Islanda, l'ariete delle Isole Fær Øer, l'orso polare della Groenlandia, il leone e i cuori del Re dei Goti, la viverna del Re dei Venedi, il cigno con la corona di Stormarn e il cavaliere a cavallo del Dithmarschen. Durante l'occupazione della Grecia da parte dell'Asse tra il 1941 e il 1944, il governo fantoccio greco utilizzò lo stemma repubblicano, "coronato con la raffigurazione della mitologica fenice che risorge dalle sue ceneri, circondata tra le ali da un contorno di raggi".

Stemma maggiore greco (1863 – 1973)
Stemma minore del Regno di Grecia
Stemma reale maggiore (1863 - 1936)
Stemma reale  (1863- 1936)
Stemma reale maggiore (1936- 1973)
Stemma reale  (1936 - 1967)
Grande stemma reale (1863 - 1936)
Stemma del principe ereditario
Grande stemma reale (1936- 1973)
Stemma reale (variante)
Stemma di Costantino I
Stemma delle principesse di Grecia

### Seconda repubblica
Quando la Grecia divenne una repubblica nel 1924, ogni ornamento fu scartato e un semplice scudo fu adottato come stemma. Durante la breve dittatura di Theodoros Pangalos nel 1925 - 1926, quattro simboli furono aggiunti all'emblema nazionale nei quattro quarti creati dalla croce: la testa di Atena, che simboleggiava il periodo greco antico, un elmo ed una lancia, che simboleggiavano il periodo macedone; un'aquila bicipite, che simboleggiava il periodo bizantino; e una fenice che risorge dalle sue ceneri, che simboleggiava il periodo greco moderno. Una corona di foglie di quercia sulla destra e di foglie di alloro sulla sinistra, circondavano l'emblema, simboleggiando rispettivamente il potere e la gloria. Questo particolare emblema fu criticato per essere inappropriato e violare le regole araldiche, prima di essere nuovamente sostituito dal semplice scudo dopo la caduta di Pangalos e della sua dittatura. Fino all'abolizione della repubblica nel 1935, una fenice veniva spesso aggiunta al centro della croce come simbolo del repubblicanesimo greco.

Stemma della repubblica (1924 - 1935)
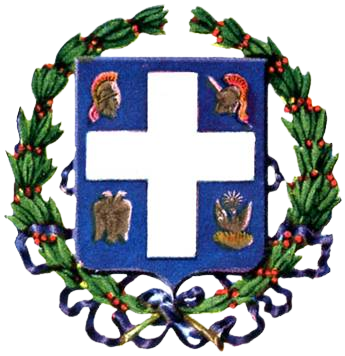
Stemma greco durante la dittatura di Pangalos
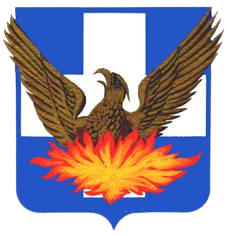
Stemma con la Fenice
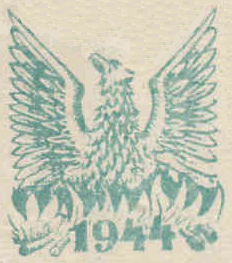
Stemma del Comitato di liberazione nazionale
Stemma del Comitato di liberazione nazionale

### Dittatura dei colonnelli

Stendardo presidenziale (1973–1974).

Nel 1973, la giunta militare, al potere dall'aprile 1967 con un colpo di Stato, abolì la monarchia, decisione confermata da un successivo referendum. L'atto costitutivo che abolì la monarchia recava solo la scritta "Gazzetta Ufficiale della Repubblica Ellenica" (1° giugno, GG n. 118 A). Le due emissioni successive (119 e 120, rispettivamente 1 e 2 giugno) dell'emblema nazionale raffiguravano una fenice che risorgeva dalle proprie ceneri, con la sagoma del soldato chiaramente cancellata, in contrasto con il disegno "Fenice e Soldato" ampiamente utilizzato in precedenza su monete, francobolli, libri, scatole di fiammiferi e manifesti di propaganda. Tra il 5 giugno e il 5 luglio, una nuova versione arrotondata della fenice apparve sulle emissioni della Gazzetta Ufficiale, che fu successivamente utilizzata su carte d'identità, passaporti e altri documenti vari, come i biglietti della lotteria, anche dopo la finalizzazione della forma della fenice. Una versione arrotondata fu adottata anche nelle nuove monete. Il 5 luglio fu finalizzato il disegno della fenice. Successivamente fu utilizzato su uniformi militari, passaporti e altri usi ufficiali, mentre anche i sigilli e il materiale aderente ai disegni precedenti furono considerati validi. Il regime di Ioannides non lo abolì. Nessuno stemma fu utilizzato, ove possibile, fino al 7 giugno 1975, quando fu introdotto lo stemma attuale; tuttavia, le monete con la fenice continuarono ad avere corso legale per un certo periodo. Dopo il crollo del regime militare nel 1974, il nuovo governo decise di indire un altro referendum sulla forma di governo, poiché gli atti della giunta erano considerati illegali. Il referendum del 1974 portò al mantenimento della forma di governo repubblicana. Ciò confermò l'abolizione dello stemma reale, ma il simbolo rimane in uso presso gli attuali pretendenti alla casa reale greca.

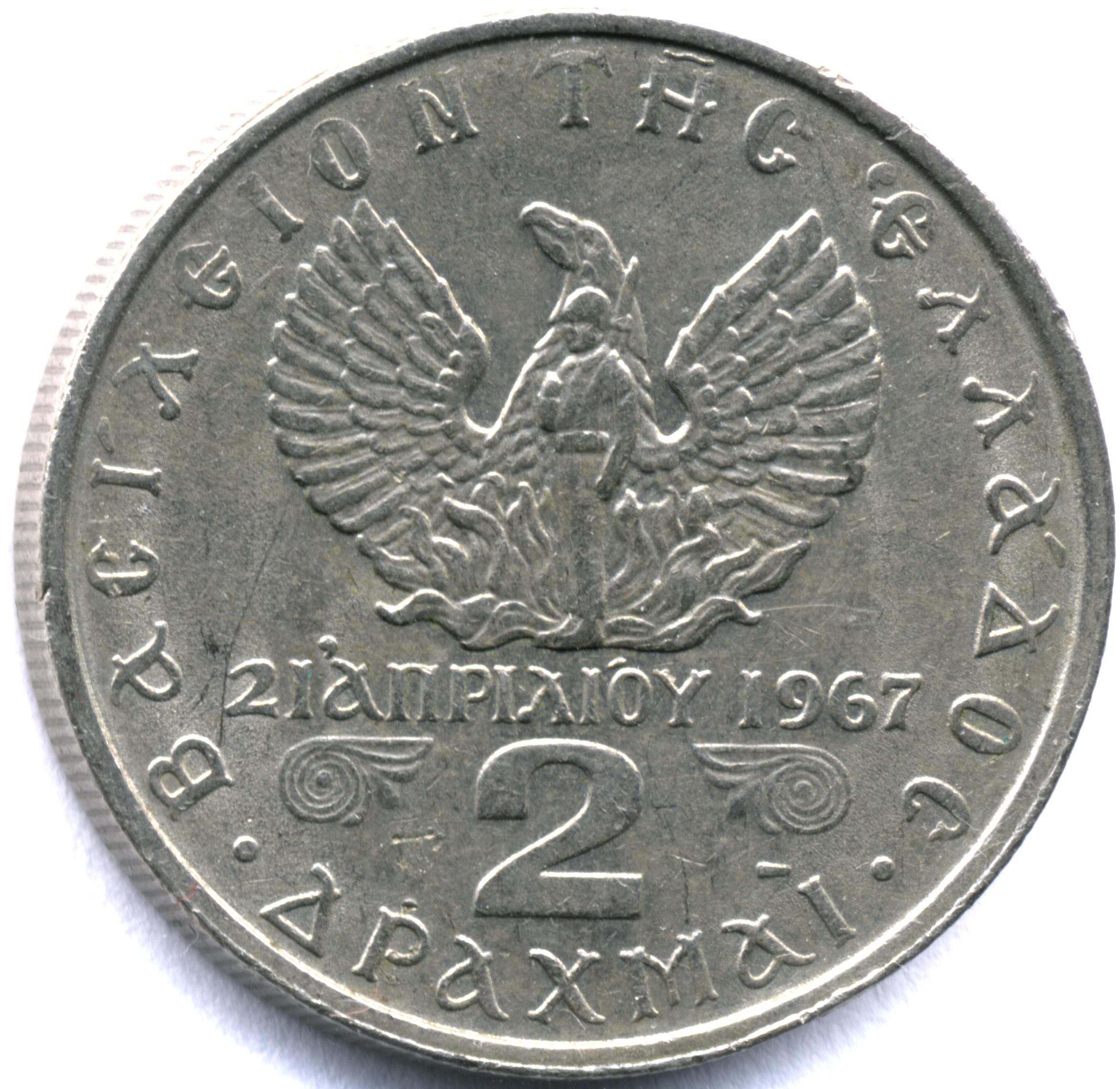
Emblema semi-ufficiale "Fenice e Soldato", come appariva sulle monete (1971 - 1973)
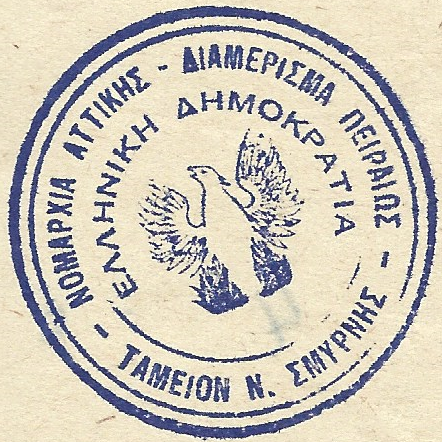
Sigillo con la prima versione dell'emblema della fenice
La seconda versione dell'emblema della fenice (5 giugno - 5 luglio 1973)
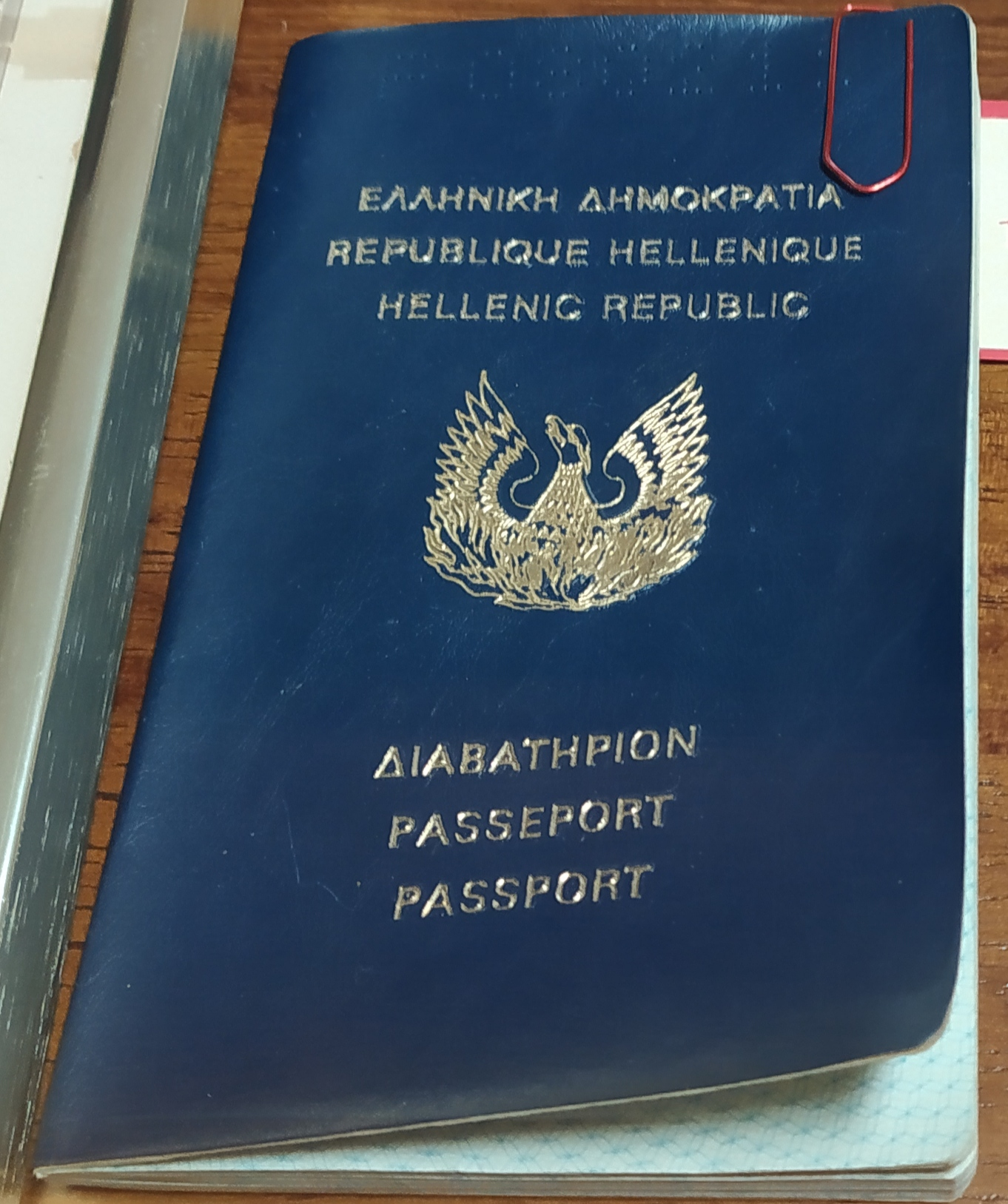
Passaporto del 1973 con l'emblema della fenice
Emblema della fenice  (5 luglio 1973 -  7 giugno 1975)
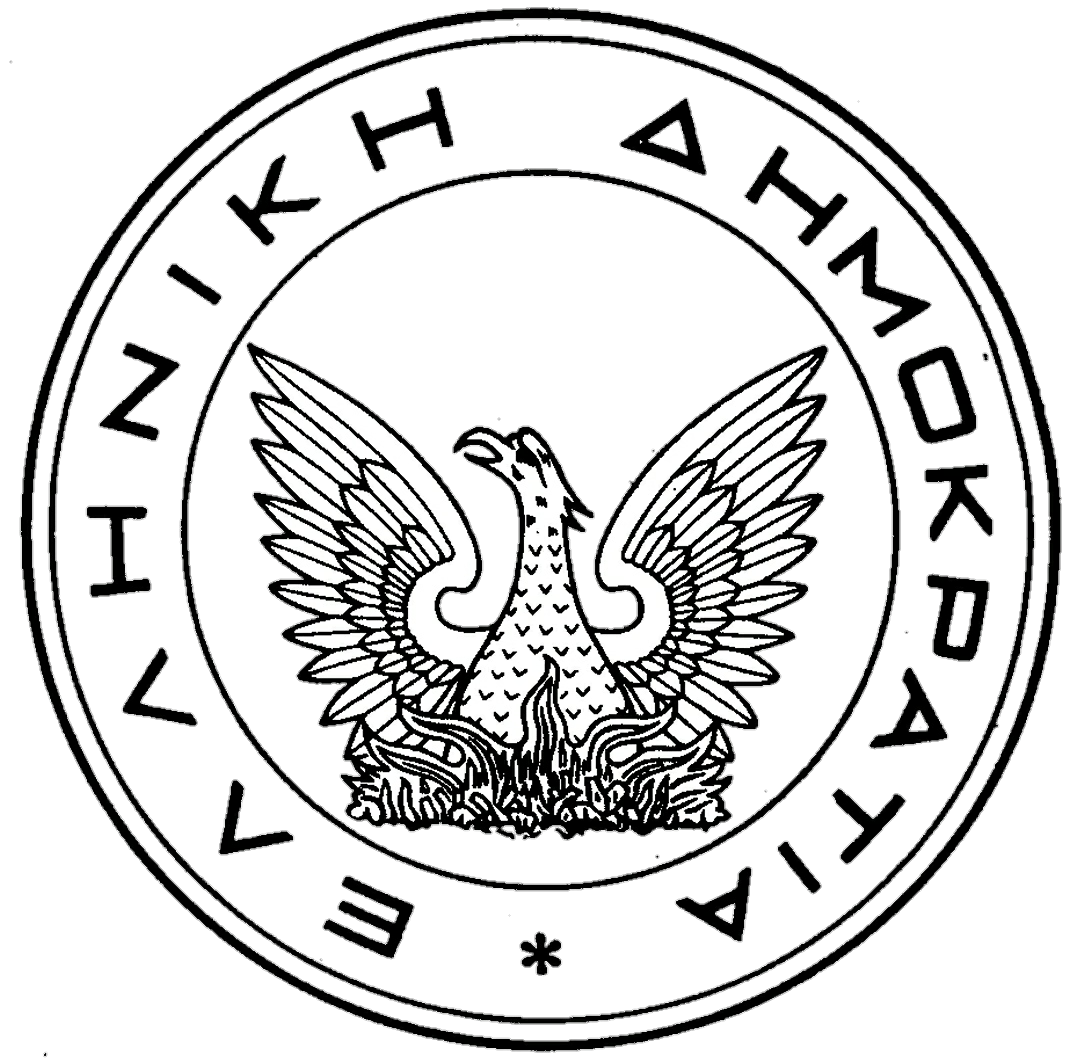
Gran Sigillo dello Stato con la terza versione dell'emblema della fenice

### Oggi

Il Gran Sigillo della Grecia contenente lo stemma.

L'attuale emblema è definito dalla Legge 48/1975: lo scudo blu con la croce bianca è stato ripristinato e le proporzioni dello scudo sono state specificate come 1⁄8 più lungo della sua larghezza. Lo scudo è circondato interamente da due rami di alloro; il loro colore non è specificato ma in pratica sono quasi universalmente mostrati come monocromatici. Lo stemma è stato disegnato nel 1974 dall'artista greco Kostas Grammatopoulos ed il governo utilizza una versione stilizzata dello stemma come logo governativo. Il design è stato implementato a partire dal 2010 come mezzo per standardizzare il marchio dei vari ministeri del governo greco. È stato specificato il design ed il colore dell'emblema nazionale quando utilizzato come logo e ha designato FF Meta come carattere tipografico ufficiale per l'uso su tutti i media per rappresentare il governo della Grecia. Invece di mostrare le parti blu dello scudo come un colore pieno, il logo del governo utilizza un tratteggio araldico, con linee orizzontali che simboleggiano l'azzurro (blu). Il Gran Sigillo dello Stato (Μεγάλη του Κράτους Σφραγίς) è il Gran Sigillo ufficiale della Grecia, utilizzato per convalidare i documenti ufficiali. Il design attuale è stato stabilito dalla stessa legge che ha specificato lo stemma nel 1975; è composto dallo stemma, circondato dalle parole Repubblica Ellenica (Ελληνική Δημοκρατία) in lettere maiuscole, contenute in un cerchio di 60 millimetri (2,4 pollici) di diametro. I precedenti Grandi Sigilli erano inoltre specificati da precedenti decreti che specificavano gli stemmi più vecchi nel 1833 e nel 1863.

Stendardo presidenziale di Grecia, contenente l'emblema nazionale.

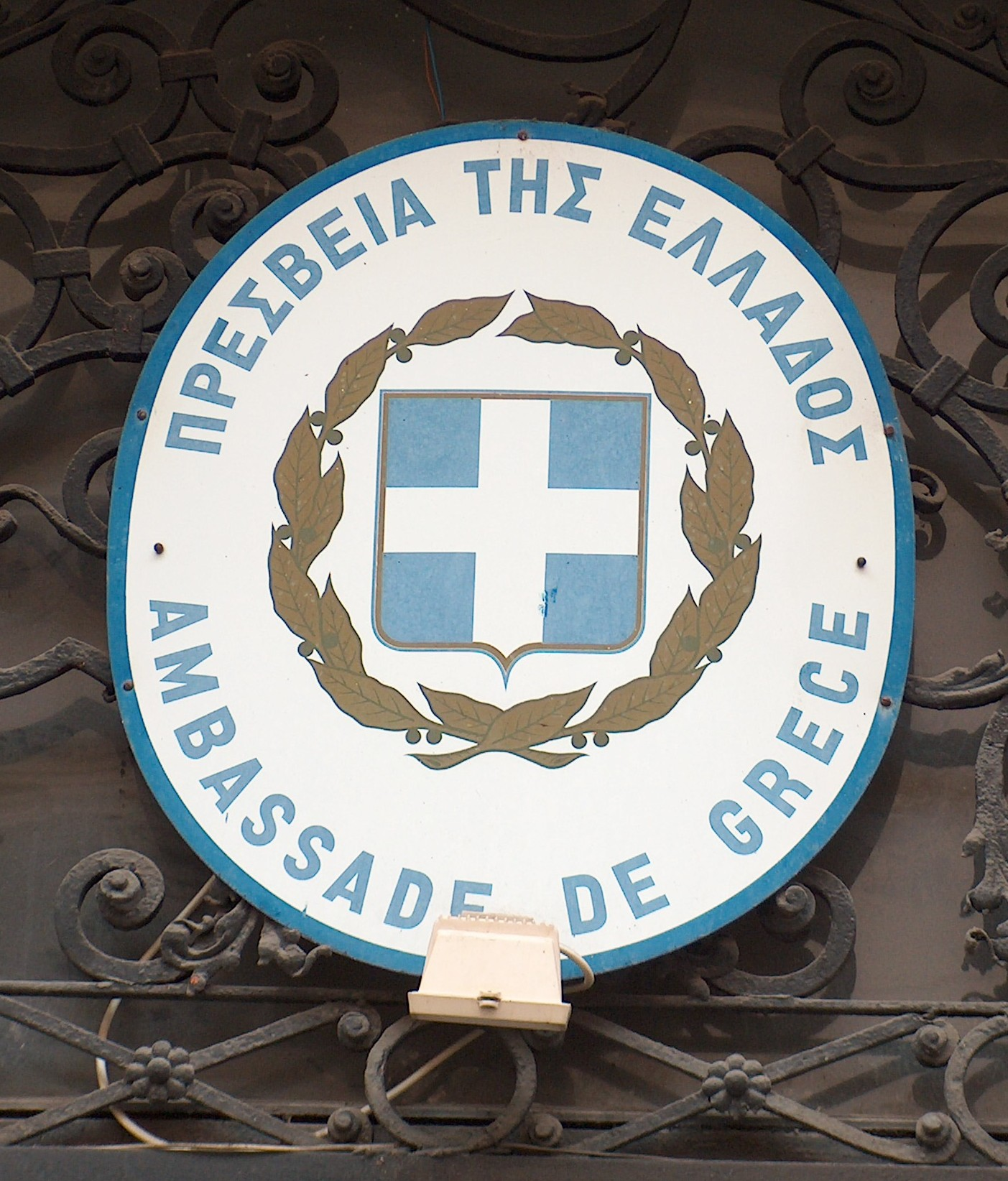
L'emblema all'Ambasciata greca a Budapest, capitale dell'Ungheria.

I colori utilizzati per rappresentare lo stemma sono incoerenti. Il regolamento originale non specifica un colore per i rami d'alloro che circondano lo stemma, il che implica che debbano essere verdi o di una tinta appropriata. In effetti, tuttavia, l'utilizzo varia notevolmente. La versione del 2003 del Regolamento sulle comunicazioni del servizio civile fornisce un file grafico vettoriale scalabile dello stemma in nero, senza specificare alcun colore.[1] Altre linee guida governative, come quelle utilizzate nelle Linee guida sulla pubblicità per i lavori pubblici (nell'ambito del Fondo europeo di adeguamento alla globalizzazione), sono araldicamente incoerenti e richiedono che i rami d'alloro siano verdi (se non in bianco e nero), ma il blu dello stemma è mostrato come tratteggio orizzontale anziché a tinta unita.[2] Linee guida simili sono state emanate dall'Autorità indipendente per le entrate pubbliche fino al 2017.[3] L'utilizzo più comune è quello dei rami d'alloro in monocromia. Le linee guida generali del governo che regolano il logo governativo sono monocromatiche, pertanto i rami d'alloro non sono colorati. Anche la tonalità di blu ufficiale dello stemma non è specificata. Storicamente, la tonalità è variata dall'azzurro chiaro sotto Re Ottone a tonalità più scure negli anni successivi. Diverse tonalità di blu sono state utilizzate anche da diversi dipartimenti del governo greco, fino all'entrata in vigore delle linee guida che regolano il logo governativo nel 2010.[23] Queste linee guida specificavano i diversi codici colore da utilizzare:
- HEX #004588 as displayed digitally
- Pantone 280 U/C/M or CMYK 100/70/0/20

L'esercito greco utilizza una versione dello stemma con i rami d'alloro dorati. Anche lo stendardo del presidente della Grecia utilizza questo disegno, in qualità di comandante in capo nominale delle forze armate. I vari corpi militari hanno le proprie specifiche per diversi tipi di utilizzo. Ad esempio, le specifiche del 2009 per i colori dei fili da utilizzare sui berretti di servizio, specificate nelle coordinate dello spazio colore CIELAB, erano:
- 86.20/ – 2.66/49.65
- 73.49/4.58/42.12
- 92.86/2.70/ – 9.50
- 28.58/10.69/ – 39.83